# Afrobeata magnifica
Afrobeata magnifica – gatunek pająka z rodziny skakunowatych.
Gatunek ten opisany został w 2000 roku przez Wandę Wesołowską i Anthony’ego Russella-Smitha na podstawie pojedynczego samca, odłowionego w Mkomazi Game Reserve.
Pająk o wysokim, zaokrąglonym karapaksie długości 2,8 mm, ubarwionym brązowo, pokrytym szarym, krótkim, przylegającym owłosieniem. Koło oczu wyrastają długie, brązowe szczecinki. Warga dolna i szczęki brązowe, te ostatnie rozjaśnione na krawędziach. Jasnobrązowe sternum porasta brązowe owłosienie. Opistosoma jest owalna, barwy oliwkowoszarej, prawie czarnej pośrodku i z dwoma białawymi łatkami z przodu. Powierzchnię opistosomy pokrywa brązowe owłosienie. Kądziołki przędne szare. Samiec ma nogogłaszczki z owalnym, otoczonym krótkimi szczecinkami wgłębieniem na spodzie uda, cienkim embolusem zawiniętym wokół bulbusa i rozdwojoną, piłkowato zwieńczoną apofizą goleniową.
Pająk afrotropikalny, znany wyłącznie z Tanzanii.